# کولشوف (استان بلگورود)
کولشوف (انگلیسی: Kuleshov, Belgorod Oblast) یک شهرک در بخش آلکسیفسکی استان بلگورود کشور روسیه است.